# Нейрофибриллярный клубок
Нейрофибриллярные клубки — скопления белка, обнаруживаемые в мозге при болезни Альцгеймера, впервые описанные Алоисом Альцгеймером при посмертном анализе тканей мозга одного из пациентов. Показано, что клубки образуются гиперфосфорилированным тау-белком и располагаются в нейронах мозга. Неясно, являются ли эти скопления одним из основных патологических факторов или играют менее заметную роль в патогенезе. Нейрофибриллярные клубки обнаруживаются и при других патологиях, называемых таупатиями.

## Формирование
Нейрофибриллярные клубки образуются гиперфосфорилированием тау-белка, относящегося к группе белков, ассоциированных с микротрубочками. Фосфорилирование приводит к агрегации белка, переводу его в нерастворимую форму. Точный механизм формирования клубка не известен.

### Изменения цитоскелета
При использовании метода иммуноокрашивания было выделено три стадии формирования нейрофибриллярного клубка. На стадии 0 морфологически нормальные пирамидальные нейроны окрашиваются диффузно антителами к тау-белку. Другими словами, клетки здоровы и присутствие тау-белка минимально. На стадии 1 появляются тонкие длинные включения, окрашиваемые антителами к тау-белку (это ранние клубки). Стадия 2 характеризуется классическими нейрофибриллярными клубками. На стадии 3 нейрон уже мёртв и клубки располагаются за пределами клетки. На этой стадии окрашивание к тау-белку уменьшается, но усиливается окрашивание к убиквитину.

## Причины

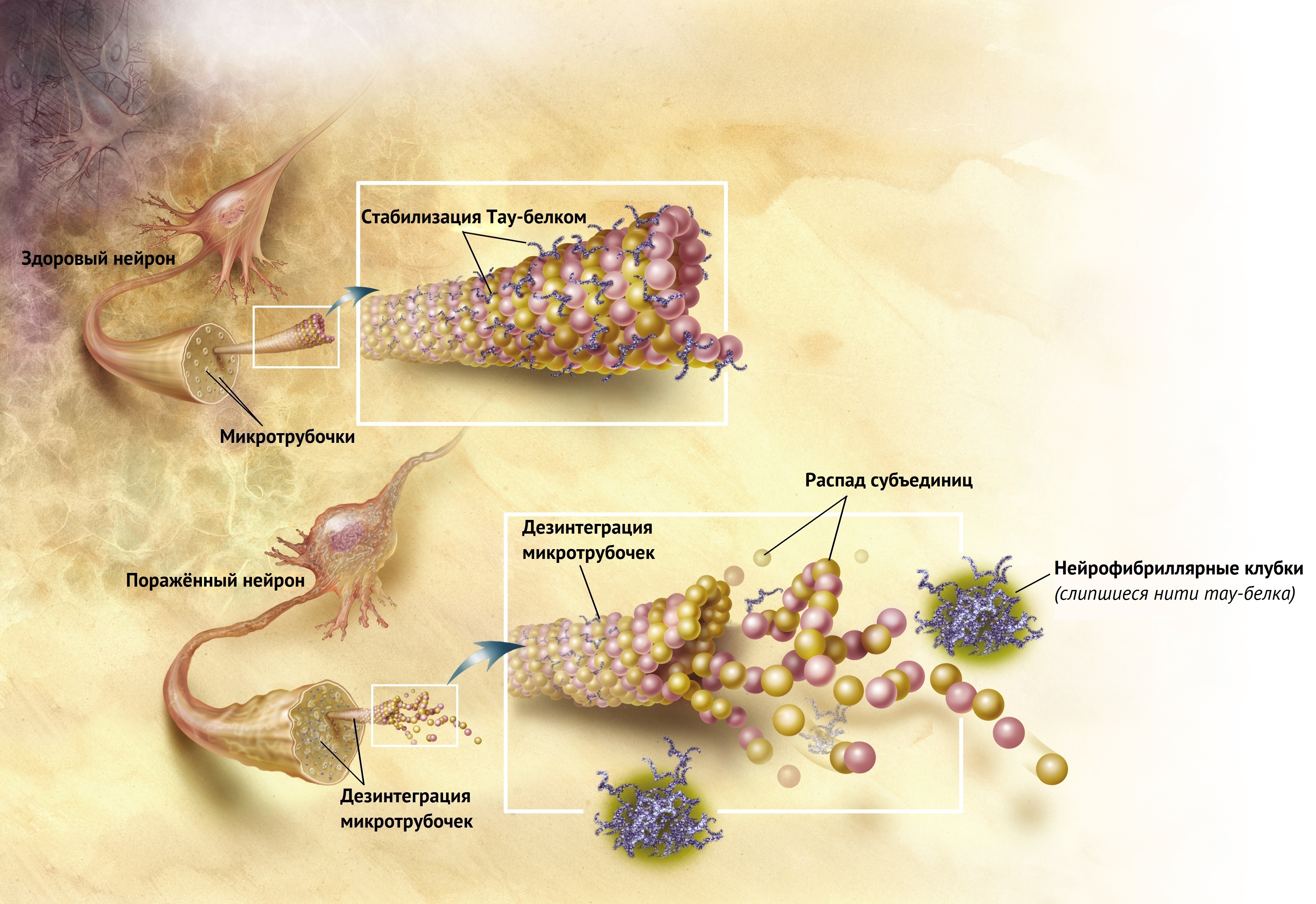
При нарушениях работы тау-белка происходит разрушение микротрубочек и образование нейрофибриллярных клубков

### Мутация тау-белка
Традиционно считается, что тау-белок связывается с микротрубочками и принимает участие в их формировании и стабилизации. Однако, при гиперфосфорилировании белок не может выполнять свою функцию, микротрубочки становятся нестабильными и начинают распадаться. Несвязанный тау-белок формирует скопления, которые и называют нейрофибриллярными клубками. Это связано с чрезмерным (гипер-) фосфорилированием тау-белка, часто приходящемся на неверные аминокислотные остатки.

### Черепно-мозговая травма
Черепно-мозговая травма может являться одним из факторов образования нейрофибриллярных клубков. Гиперфосфорилирование часто встречается в центральной нервной системе после повторных черепно-мозговых травм. Точный механизм связывающий черепно-мозговые травмы с гиперфосфорилированием тау-белка остаётся неясным.

### Тяжёлые металлы
Несколькими исследованиями было показано, что различные металлы, такие как ртуть, мышьяк, свинец, алюминий способствуют повышению уровня гиперфосфорилированного тау-белка.

## Патология
Было показано, что степень когнитивных нарушений при таких заболеваниях, как болезнь Альцгеймера достоверно коррелирует с наличием нейрофибриллярных клубков. Однако, некоторыми авторами высказывалось предположение, что формирование нейрофибриллярных клубков не имеет каузальных (причинно-следственных) связей с развитием заболеваний. Напротив, нейрофибриллярные клубки могут являться компенсаторной реакцией в ответ на окислительный стресс и выполнять защитную функцию. Такое утверждение основано на нескольких фактах. Во-первых, некоторые нейроны, содержащие нейрофибриллярные клубки, могут выживать в течение десятков лет. Во-вторых, нейрофибриллярные клубки были обнаружены у здоровых людей, следовательно нейрофибриллярные клубки не связаны напрямую с дегенерацией нейронов.

## Лечение
Было показано, что статины уменьшают количество нейрофибриллярных клубков при моделировании таупатии у мышей. Циклин-зависимая киназа 5 (CDK5) — киназа, которая предположительно участвует в формировании таупатии. РНК-интерференция может являться одной из стратегий лечения таупатий, поскольку уменьшает экспрессию CDK5 гена. Нокдаун гена CDK5 уменьшал фосфорилирование тау-белка в культуре клеток и в моделях на мышах. Кроме того, снижение экспрессии этого гена уменьшало количество нейрофибриллярных клубков.

### Препараты лития
Препараты лития уменьшают фосфорилирование тау-белка и плотность нейрофибриллярных клубков в гиппокампе и спинном мозге в моделях на мышах. Однако, восстановления рабочей памяти и моторных функций у мышей после курса препаратов лития не происходило.